# Башму
Башму (аккад. 𒈲𒊮𒉣𒇬 muš.ša.tur; можливо через шумер. 𒁔 ušum; «змія») — міфологічна істота в ассирійській та вавилонській міфології. Вона описується як рогата змія з двома передніми лапами та крилами. Назва «Башму» також позначає вавилонське сузір’я, еквівалентне грецькій Гідрі. Ця істота відіграє важливу роль у месопотамських міфах, зокрема в поемі «Ангім» та епосі «Енума Еліш», де вона виступає як чудовисько, створене богинею Тіамат.

## Міфологія
Башму описується як гігантська рогата змія з крилами та двома передніми кінцівками. Вона відома своєю отрутою. В аккадській мові термін bašmu (утворений від шумерського ušum, що, можливо, є аккадським запозиченням діалектного *wašm-) перекладається як «отруйна змія» або «первісна отруйна змія» (у випадку ušumgallu). Також ušumgallu іноді зображаються як крилатий лев із пташиними пазурами та пір'ям.
Згідно з месопотамськими джерелами, Башму була народжена в морі, «мала шість ротів, сім язиків» і «довжиною шістдесят подвійних миль». Вона пожирала рибу, птахів, диких ослів і людей, що викликало невдоволення богів. Для подолання чудовиська був посланий Нергал або Паліл («заклинач змій»). Нергал не згадувався в міфах як вбивця драконів, але в цьому контексті він замінює в цьому Нінурту. Після узурпації влади  Мардуком, ušum / bašmu став символічною твариною богів, раніше пов'язаних з Мушхушшу.
У шумерському міфі «Ангім» (або «Повернення Нінурти до Ніппура») Башму була однією з одинадцяти воїнів (ursag), переможених богом Нінуртою. На знак перемоги він виставив її тіло як трофей. Проте у пізніших міфах, наприклад Lugale, він сам описується як «невтомний змій».